# Zautla
Zautla es una localidad del estado mexicano de Puebla. Es cabecera del municipio de Zautla.

## Demografía
| Censo | Población |
| ----- | --------- |
| 1900  | 7341      |
| 1910  | 663       |
| 1921  | 617       |
| 1930  | 686       |
| 1940  | 858       |
| 1950  | 710       |
| 1960  | 720       |
| 1970  | 791       |
| 1980  | 824       |
| 1990  | 468       |
| 1995  | 480       |
| 2000  | 518       |
| 2005  | 559       |
| 2010  | 614       |
| 2020  | 632       |